# Armando Buso
Armando Buso (Tezze di Piave, 28 giugno 1914 – Oderzo, 17 dicembre 1975) è stato un pittore e incisore italiano.

## Biografia
Nasce il 28 giugno 1914 da Carlo Buso (originario di Oderzo) ed Elisabetta Cruzzolin (originaria di Ormelle) come terzo figlio della coppia.
Nel 1930 si trasferisce a Roma per entrare nella bottega del decoratore Antonino Calcagnadoro. Si iscrive a scuola di pittura e riceve qualche lezione da Calcagnadoro.
Dopo due anni torna in Veneto e viene accolto nella casa bottega del pittore di origini friulane Umberto Martina che opera a Venezia. Seguirà il maestro per dieci anni conoscendo Virgilio Tramontin del quale divenne "il prediletto, l'amato ultimo suo allievo".
Nel 1942 realizza la prima mostra personale a Venezia alla Bevilacqua La Masa. Nello stesso anno espone alla Esposizione internazionale d'arte di Venezia mostra che rifrequenterà nel 1948 .
Nel 1945 muore il suo mentore Umberto Martina e per lui si apre una nuova fase della vita artistica. 
Si sposa nel 1950, convolando a nozze Bianca Fregonese. 
Continua ad esporre in varie gallerie personali e collettive in Italia e nel Mondo, oltre che partecipare a concorsi, mettendo in luce le sue fantastiche qualità di pittura, disegno e linoleografia.
Anno d'oro quello del 1963: il 24 aprile nasce la figlia Giuliana ed ottiene il primo premio alla V Biennale dell'Incisione Italiana Contemporanea a Venezia.
Il suo nome è ormai popolare a tutti ed anche Oderzo lo omaggia tanto che sarà Armando Buso ad integrare e restaurare alcune decorazioni pittoriche del Duomo cittadino.
Dopo anni di lavori e progetti, un po'  stanco si prende un anno di semi pausa nel 1974. Muore il 17 dicembre del 1975 quando, al ritorno a casa per pranzo dallo studio, accusa dolori alla schiena e dopo una breve agonia, muore nel primo pomeriggio all'età di 61 anni.
Il funerale si svolge in forma solenne al Duomo di Oderzo ed il Consiglio Comunale delibera l'intitolazione di una strada cittadina al maestro.
Lo scrittore Mino Maccari disse di lui negli anni: “(...) i disegni di Armando Buso costituiscono una prova, alquanto imbarazzante per tanti legislatori artistici, della vitalità e insopprimibilità di quel mondo figurativo che troppo frettolosamente è stato dato per morto (...)”.
Presso Villa Dirce a Tezze di Vazzola, nell'incantevole Borgo Malanotte, si è svolta dal 4 luglio al 17 agosto 2014, la mostra "Un Secolo di Armando Buso", un'esposizione di opere per ricordare i cento anni dell'artista che nasce in una data importante ai fini storici, essendo anche il giorno in cui con l'attentato di Sarajevo, si diede formalmente inizio alla prima guerra mondiale.
Ecco che il contesto del Borgo Malanotte, con la particolarità delle trincee della Grande Guerra, vorrà richiamare i visitatori per ricordare sia la memoria del Maestro Armando Buso, sia i fatti del grave conflitto bellico. La mostra è stata fortemente voluta dalla figlia del Maestro Buso, la Sig.ra Giuliana curata assieme al giornalista locale Remo Primatel.